# José Azueta, Veracruz
José Azueta là một đô thị thuộc bang Veracruz, México. Năm 2005, dân số của đô thị này là 22920 người.